# Пилар де ла Орадада
Пилар де ла Орадада (шп. Pilar de la Horadada) град је у Шпанији у аутономној заједници Валенсијанска Заједница у покрајини Аликанте. Према процени из 2017. у граду је живело 21 348 становника.

## Становништво
Према процени, у граду је 2017. живело 21 348 становника.
| 1991. | 2001.  | 2010.  | 2017.  |
| ----- | ------ | ------ | ------ |
| 7.636 | 12.179 | 22.555 | 21.348 |